# Slag bij Tinchebrai
De Slag bij Tinchebray (of Tinchebrai) vond plaats op 28 september 1106 in het dorp Tinchebray (in het huidige Franse departement Orne, Laag-Normandië) tussen een invasieleger geleid door Hendrik I van Engeland en zijn oudere broer Robert Curthose, de hertog van Normandië. Hendriks ridders behaalden een beslissende overwinning waarbij Robert gevangengenomen werd en eerst in Engeland en later in Wales opgesloten werd tot hij uiteindelijk na 28 jaar gevangenschap stierf in Cardiff Castle. Tot 1204 zouden Engeland en Normandië door één heerser geregeerd worden.
Het jaar ervoor was Hendrik het hertogdom Normandië binnengevallen waarbij hij de steden Bayeux en Caen had ingenomen. Hij zag zich gedwongen de campagne af te gelasten vanwege politieke problemen in verband met de Investituurstrijd. Toen deze eenmaal opgelost waren keerde hij in de zomer van 1106 terug naar Normandië. Na een snelle inname van het gefortificeerde klooster van Saint-Pierre-sur-Dives (nabij Falaise) keerde Hendrik naar het zuiden en begon het beleg van Tinchebray vanaf een heuvel boven het dorp.
Tinchebray ligt op de grens met het graafschap Mortain in het zuidwesten van Normandië en werd bestuurd door graaf Willem, een van de weinige belangrijke Normandische baronnen die nog steeds loyaal was aan Robert. Zij verzamelden hun strijdkrachten om het beleg te doorbreken maar na enige vruchteloze onderhandelingen bleek de veldslag onafwendbaar.
Hendriks leger was verdeeld in drie groepen zoals in die tijd gewoonlijk was. Deze werden geleid door:
- Robert Beaumont, de 1e graaf van Leicester
- Willem van Warenne, de 2e graaf van Surrey
- Ranulf van Bayeux

Daarnaast had hij buiten het zicht een reserve die aangevoerd werd door Eli I van Maine. Aan Hendriks kant vochten eveneens:
- hertog Alain IV van Bretagne
- graaf Willem van Évreux
- Ralph van Tosny
- Robert van Montfort
- Robert van Grandmesil

Aan Roberts kant stonden graaf Willem van Mortain en Robert van Bellême, de 3e graaf van Shrewsbury.
De slag duurde uiteindelijk slechts een uur. De tussenkomst van Hendriks reserve bleek beslissend. Het grootste deel van Roberts leger werd gevangengenomen of gedood. Naast Robert werden ook Edgar Atheling (een oom van Hendriks vrouw) en graaf Willem van Mortain in gevangenschap naar Engeland afgevoerd. De meesten kregen later gratie maar Robert en graaf Willem werden nooit meer vrijgelaten.